# Paleodoris
Paleodoris is een geslacht van halfvleugeligen uit de familie van de Thaumastocoridae. Het geslacht werd voor het eerst wetenschappelijk beschreven door Poinar & Santiago-Blay in 1997.

## Soorten
Het genus is monotypisch en bevat alleen de volgende soort:

- Paleodoris lattini Poinar & Santiago-Blay, 1997